# Бой при Монтеротондо
Бой при Монтеротондо (ит. Battaglia di Monterotondo) — вооруженное столкновение, произошедшее 25 октября 1867 года между войсками Гарибальди, двигавшимися в сторону Рима, и папскими войсками, дислоцированными в Монтеротондо. Закончился победой Гарибальди.

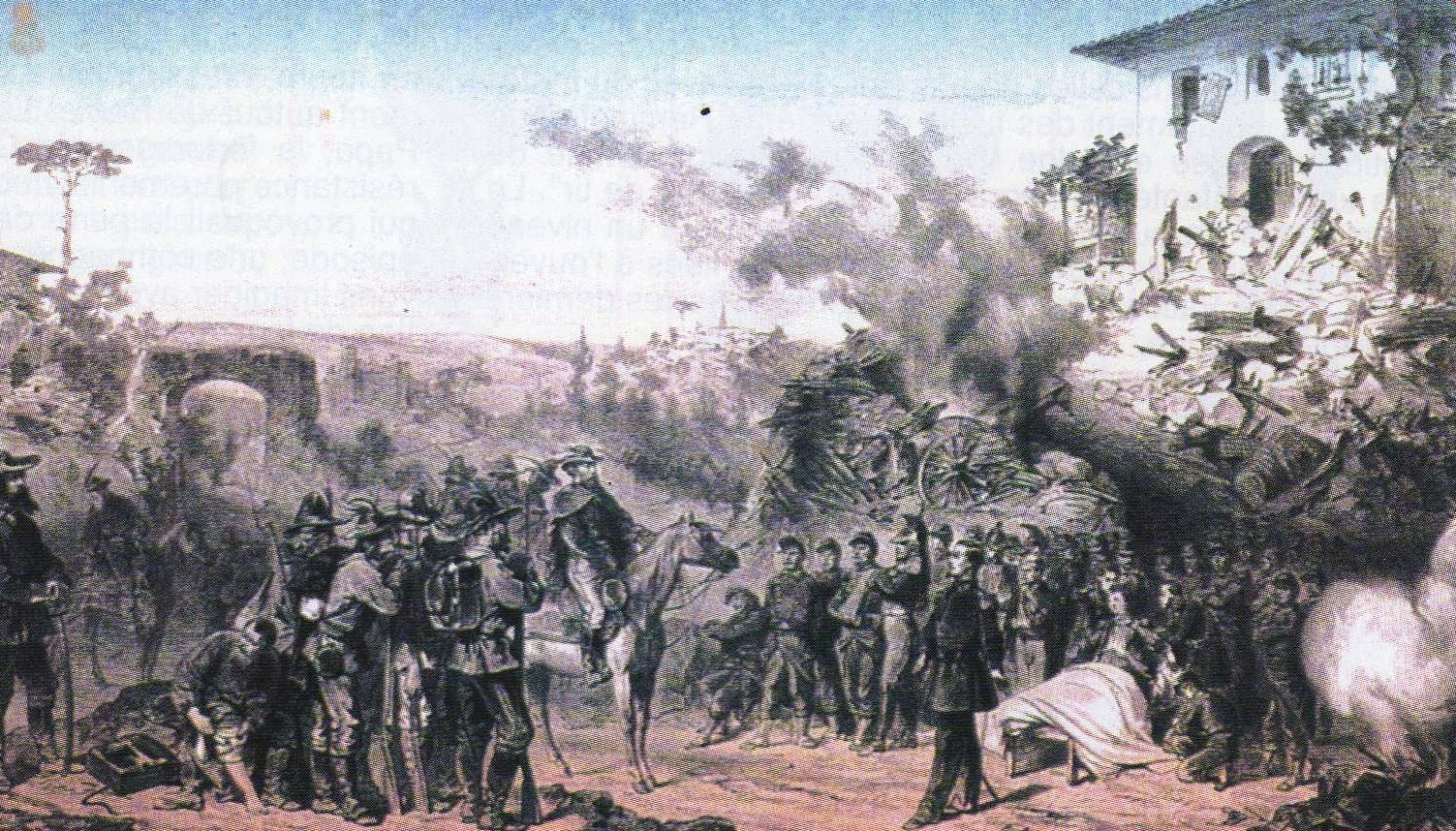
Бой при Монтеротондо.

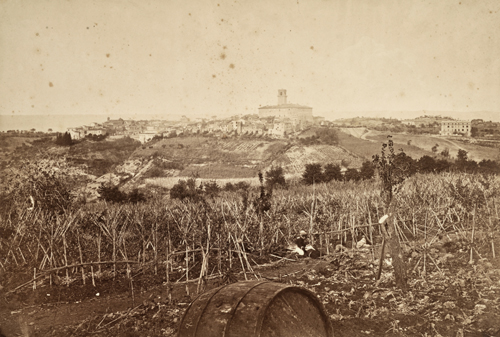
Поле боя при Монтеротондо. Фото 1867 г.

В сентябре 1867 года Джузеппе Гарибальди стал организовывать экспедицию добровольцев для завоевания Папской области. План состоял в том, чтобы выступить против Рима, в то время как внутри города должно было вспыхнуть восстание. Находившийся на острове Капрера, где он был под домашним арестом, Гарибальди отдал своим командирам приказ двигаться в сторону Лацио. Добровольческие отряды стали переходить границу с Папской областью, и итальянские войска не могли им помешать. 19 октября Гарибальди сбежал из Капреры  и присоединился к своим добровольцам, возглавив решающий марш на Рим. Он знал, что нарушает соглашения между Италией и Францией, но был убеждён, что, поставленный перед свершившимся фактом, французский император Наполеон III не станет начинать войну против Италии.
Частью плана был захват Монтеротондо, откуда контролировались Виа Салария и Виа Номентана. Сначала генерал решил атаковать 24 октября, но проводники исчезли, а земля раскисла от дождя. Утром 25 октября Гарибальди решил атаковать в направлении двух ворот городка: Порта-Романа и Порта-Дукале.
Колонны Эухенио Вальзании и Кальдези атаковали Порта-Романа, но были отбиты сильным ружейным огнем папских войск. Колонна Мосто также потерпела неудачу в атаке на Порта-Дукале. После двух новых атак на Порта-Романа, возглавляемых его сыном Менотти, Гарибальди решился на ночную атаку. Гарибальдийцы подтолкнули к воротам тележку, наполненную серой, подожгли ее, затем, обстреляв ворота, атаковали. Нападавшие направили ко входу в городок еще одну горящую тележку, который в итоге был взят.
Несмотря на победу, Гарибальди понес значительные потери и остановил свой марш, ожидая восстания в Риме, которого так и не произошло. 